# Alchemilla heterophylla
Alchemilla heterophylla é uma espécie de rosácea do gênero Alchemilla, pertencente à família Rosaceae.